# Cuatlapanqui
Cuatlapanqui (del náhuatl: Kwatlapanki ‘el abrecabezas’‘kwaitl, cabeza; tlapana, romper; -ki, el que hace’) en la mitología mexica es un espíritu o dios menor de la embriaguez, y es uno de los cuatrocientos espíritus o dioses menores de los borrachos llamados Centzon Totochtin, los cuatrocientos hijos de Patécatl y Mayáhuel, él cual venerado bajo la forma de un conejo.